# Burgos (Ilocos Norte)
Burgos ist eine Stadtgemeinde in der philippinischen Provinz Ilocos Norte. Die nördliche Küste von Burgos grenzt an das Südchinesische Meer. Auf dem hügeligen Land wird hauptsächlich Reis angebaut. Burgos besitzt auch einen im Jahre 1892 erbauten Leuchtturm. Heute befindet sich in dem rustikalen Gebäude ein Café.
Die Gemeinde wurde nach dem philippinischen Nationalhelden Jose Burgos benannt.
Burgos ist aufgeteilt in folgende elf Barangays:
- Ablan Sarat
- Agaga
- Bayog
- Bobon
- Buduan
- Nagsurot
- Paayas
- Pagali
- Poblacion
- Saoit
- Tanap